# چاه شریف (میناب)
چاه شریف، روستایی در دهستان توکهور بخش توکهور شهرستان میناب در استان هرمزگان ایران است.

## جمعیت
بر پایه سرشماری عمومی نفوس و مسکن در سال ۱۳۹۵، جمعیت این روستا برابر با ۳۵۹ نفر (۹۸ خانوار) بوده‌است.